# فاطمة زهرة زعموم
فاطمة الزهراء زعموم كاتبة جزائرية-فرنسية وأستاذة وصانعة أفلام ولدت في 19 يناير 1967. ولدت زعموم في مدينة برج منايل في شمال الجزائر، وبعد أن أتمت دراستها بكلية الفنون الجميلة بالجزائر سافرت إلى باريس وهناك حصلت على شهادة في التصوير السينمائي والإعلام من جامعة السوربون. في 1995 ،وقسمت وقتها بين الجزائر وباريس في ممارسة اهتماماتها الاساسية بين الرسم والخيال والسينما
ويعد فيلم (زهار) هو أول فيلم روائي لها عام 9 2009، والذي يصف مشاهد العنف الذي عاناه الجزائريون في التسعينيات
وفي عام 2005 أنتجت فيلم وثائقي قصير (كرة الصوف) وقامت أيضا بتأليف كتب عديدة منها (كيف دخنت كل كتبي) عام 2006 ، وفي عام 2011 أنتجت فيلمها الروائي الثاني (قديش تحبني) والذي يحكي قصة الطفل عادل وكيف تعامل خلال الفترة التي قضاها مع جدته بعد انفصال والديه

## أعمالها
1. صور السفر، فيلم وثائقي عام 1995
2. درس الموضوعات، فيلم وثائقي عام 1996
3. رواية لكل أولئك الذين يرحلون عام 1999
4. القرن العشرون في اللوحة الجزائرية، عمل غير روائي عام 2003
5. بيت روى أصدق، وثائقي عام 2004
6. كرة الصوف، وثائقي عام 2005
7. رواية كيف دخنت كل كتبي عام 2006
8. زهار (محظوظ)، فيلم عام 2009
9. عامل الميناء الاسود، فيلم وثائقي عام 2009
10. قديش تحبني، فيلم روائي عام 2012

## روابط خارجية
- فاطمة زهرة زموم على موقع IMDb (الإنجليزية)
- فاطمة زهرة زموم على موقع ألو سيني (الفرنسية)
- فاطمة زهرة زموم على موقع أول موفي (الإنجليزية)
- فاطمة زهرة زموم على موقع قاعدة بيانات الفيلم (الإنجليزية)